# Тријада (Грчка)
Тријада (грч. Τριάδα) је насељено место у општини Горуша у периферији Западна Македонија, Грчка. Према попису из 2021. године било је 11 становника.
Насеље је 1913. године имало 177 житеља Грка. Тријада се налази у области Населица, која је некада била насељена словенским становништвом које је касније хеленизовано. Село се раније звало Печани.